# Sarah Gabi Schönenberger
Sarah Gabi Schönenberger (* 13. August 1978; heimatberechtigt in Niederbipp) ist eine Schweizer Politikerin (SP).

## Leben und Beruf
Sarah Gabi Schönenberger wuchs in Aarwangen und Langenthal auf. Von 1995 bis 2000 besuchte sie das staatliche Lehrerinnen- und Lehrerseminar in Langenthal, 2010 schloss sie ihre Zweitausbildung, ein Studium in Rechtswissenschaften, an der Universität Bern mit einem Master of Law ab. Sie ist Lehrperson und ist zudem noch in der Erwachsenenbildung tätig. Von 2009 bis 2011 arbeitete sie im damaligen Bundesamt für Migration (heute Staatssekretariat für Migration). Von 2005 bis 2008 arbeitete sie zudem beim Berner Verein Stattland mit (Schauspiel), der historische Rundgänge anbietet. Sie ist dreifache Mutter. 

## Politik
Sarah Gabi Schönenbergers politische Schwerpunkte liegen in den Bereichen Gesundheits-, Bildungs-, Familien-, Sozial-, - und Umweltpolitik. Sie amtet seit 2013 als Grossrätin im Kanton Bern. Sie ist Mitglied der kantonalen Bildungskommission und der Kommission für Staats- und Aussenpolitik und amtet zudem als ständiges Mitglied der Interparlamentarischen Konferenz Nordwestschweiz (IPK). Bis 2021 gehörte sie der Gesundheits- und Sozialkommission (GSoK) an. Bis 2018 war sie ausserdem Mitglied des ständigen Ausschusses Abstimmungserläuterungen. Seit 2020 ist sie Vorstandsmitglied der Mütter- und Väterberatung Kanton Bern und seit 2022 präsidiert sie die Mütter- und Väterberatung des Kantons Bern (mvb). Von 2014 bis Ende 2022 war sie Vorstandsmitglied im Verein Berner Tagesschulen (VBT). Sie war ausserdem bis 2019 Vorstandsmitglied bei Pro Juventute Kanton Bern. 2011 baute Sarah Gabi Schönenberger den Familientreff Schwarzenburg auf, den sie bis Ende 2019 leitete.